# Ginnastica ai Giochi della VII Olimpiade

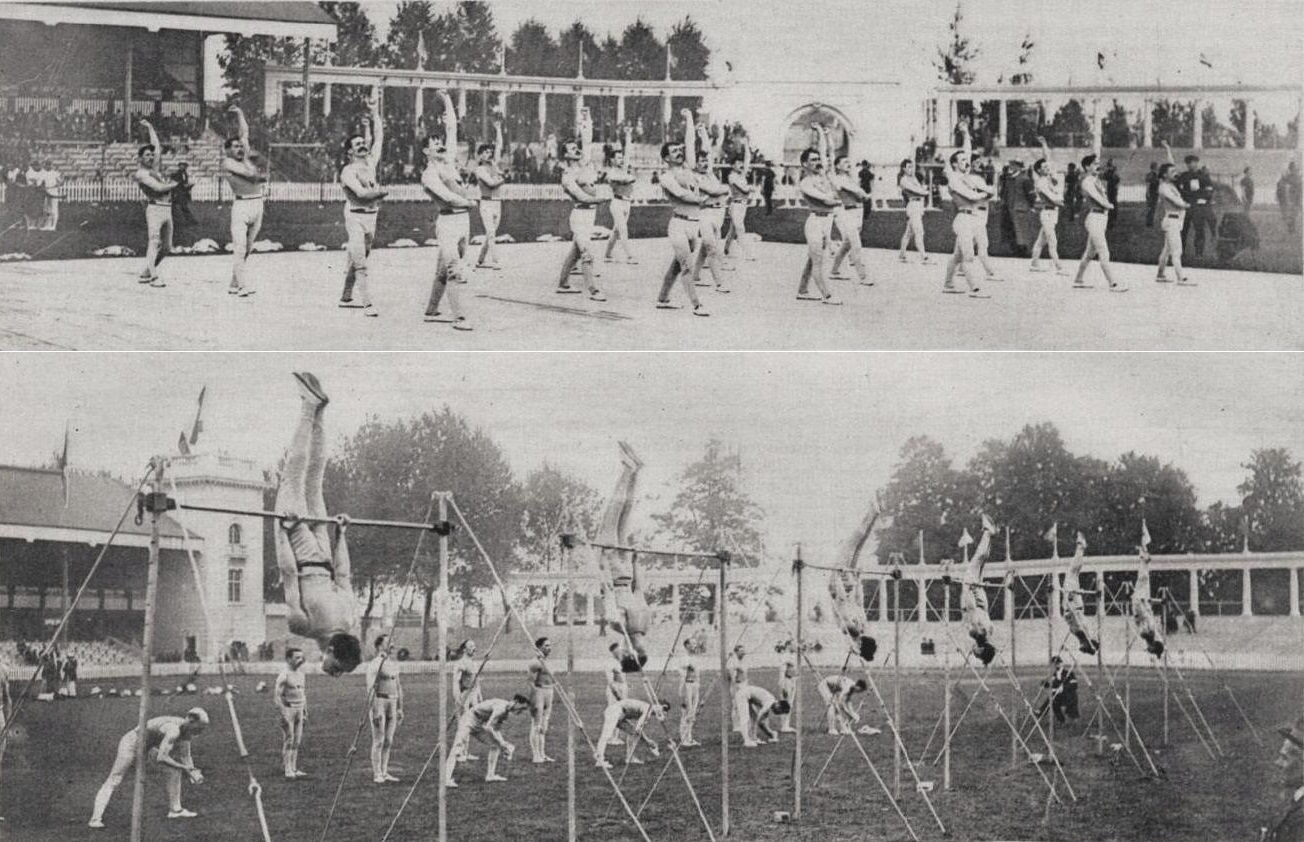
La squadra francese di ginnastica, terza ai Giochi del 1920

Le competizioni di ginnastica ai  Giochi della VII Olimpiade si sono svolte allo Stadio Olimpico di Anversa tra il 23 e il 27 agosto 1920.  Si sono disputati quattro eventi, tutti maschili.

## Podi
| Evento                                | Oro             | Perform.  | Argento      | Perform.  | Bronzo        | Perform.  |
| Concorso individuale (dettagli)       | Giorgio Zampori | 88,35     | Marco Torrès | 87,62     | Jean Gounot   | 87,45     |
| Concorso a squadre (dettagli)         | Italia          | 359,855   | Belgio       | 346,765   | Francia       | 340,100   |
| Concorso libero a squadre (dettagli)  | Danimarca       | 51,35     | Norvegia     | 48,55     | Non assegnata | -         |
| Concorso svedese a squadre (dettagli) | Svezia          | 1.363,833 | Danimarca    | 1.324,833 | Belgio        | 1.094,000 |

## Medagliere
| Posizione | Paese     | Oro | Argento | Bronzo | Totale |
| --------- | --------- | --- | ------- | ------ | ------ |
| 1         | Italia    | 2   | 0       | 0      | 2      |
| 2         | Danimarca | 1   | 1       | 0      | 2      |
| 3         | Svezia    | 1   | 0       | 0      | 1      |
| 4         | Francia   | 0   | 1       | 2      | 3      |
| 5         | Belgio    | 0   | 1       | 1      | 2      |
| 6         | Norvegia  | 0   | 1       | 0      | 1      |
| Totale    | Totale    | 4   | 4       | 3      | 11     |